# STVラジオ函館放送局

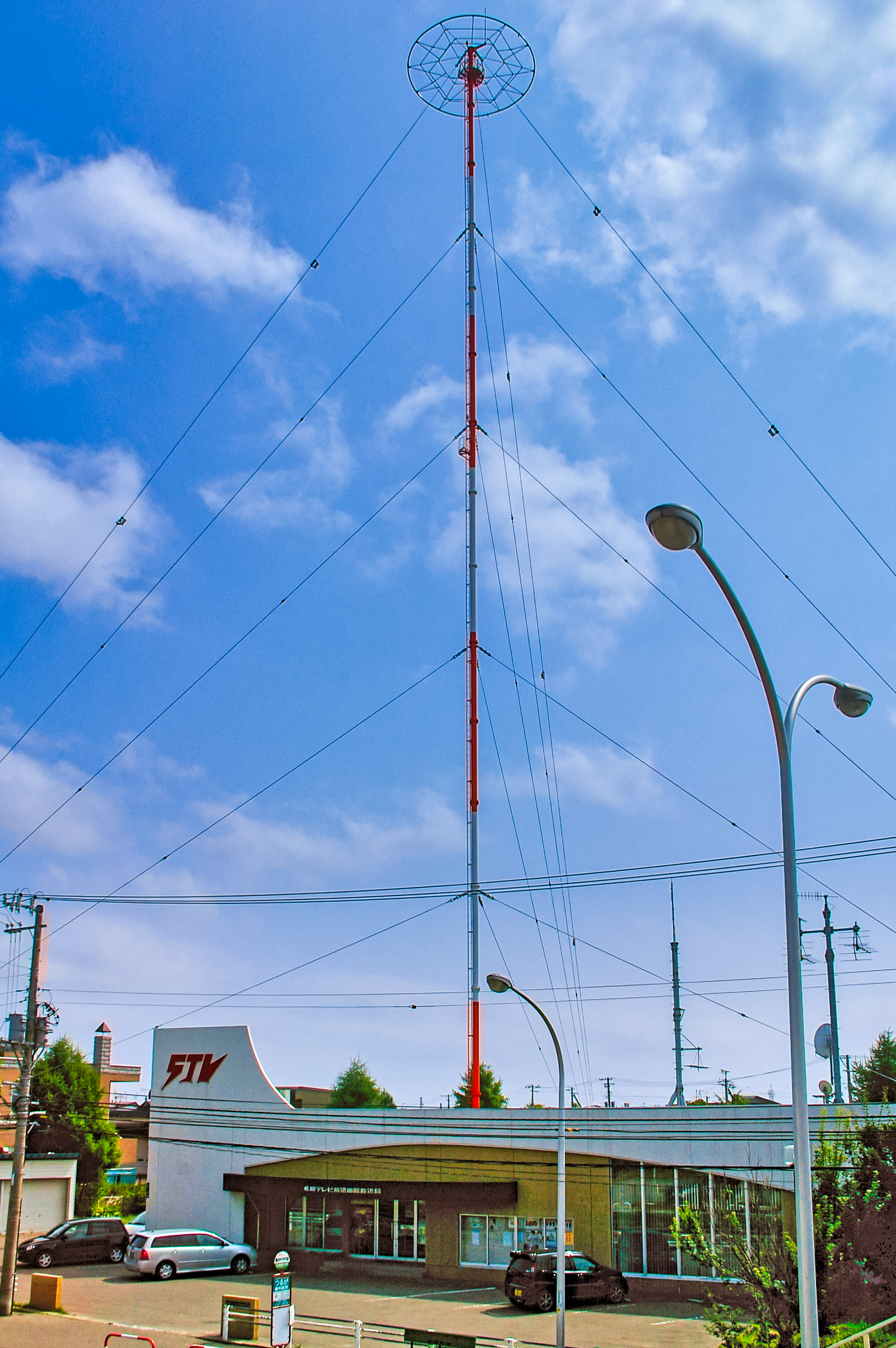
札幌テレビ放送函館放送局・STVラジオ函館送信所

STVラジオ函館放送局（エスティーブイラジオはこだてほうそうきょく）は、北海道函館市美原の札幌テレビ放送（STV）函館放送局内にあるSTVラジオの放送局および中波ラジオ送信所である。施設管理は親会社の札幌テレビ放送が受け持っている。

## 概要
中波ラジオ送信所は1964年（昭和39年）3月1日に1560kHz、出力100Wで開局した。旭川局、帯広局との同時開局であった。1978年（昭和53年）刊の函館市史別巻亀田編によると、札幌テレビ放送亀田ラジオ送信所と呼び、西は木古内町、北は七飯町大沼まで受信できたという。1965年（昭和40年）4月16日に5kWへの増力申請を行っている。1978年（昭和53年）11月23日午前5時に中波放送一斉周波数変更により1557kHzに変更。1980年（昭和55年）より1197kHz、出力1kWで放送していたが、1995年（平成7年）に639kHzに変更し、出力を5kWに増力。 2005年（平成17年）、札幌テレビ放送は子会社STVラジオを設立し、放送免許を譲渡しSTVラジオ函館放送局函館送信所として放送を開始した。現在は渡島総合振興局と檜山振興局の広範囲に電波を発射している。

### 年表
- 1964年（昭和39年）3月1日 - 1560kHzで開局。札幌テレビ放送亀田ラジオ送信所[3]
- 1965年（昭和40年）4月16日 - 出力5kWへ増力申請
- 1978年（昭和53年）11月23日午前5時 - 1557kHzに変更
- 1980年（昭和55年） - 1197kHzに変更。出力1kW
- 1995年（平成7年）3月 - 639kHzに変更し、出力を5kWに増力
- 2005年（平成17年）
  - 7月 - STVラジオが設立[5]
  - 8月 - 総務大臣が札幌テレビ放送がSTVラジオに放送免許を譲渡することを承認する[5]
  - 10月 - STVラジオ函館放送局函館送信所として放送開始[5]

## 放送局送信施設概要
| 放送局名  | 周波数 | コールサイン | 空中線 電力 | 放送対象地域 | 放送区域内 世帯数 |
| --------- | ------ | ------------ | ----------- | ------------ | ----------------- |
| STVラジオ | 639kHz | JOWN         | 5kW         | 北海道       | 不明              |

## 放送局置局住所
- 函館市美原1丁目48番5号のSTV函館放送局敷地内

## 備考

### FM放送の免許申請
1967年（昭和42年）3月31日にFM放送（500W）の免許申請を行っている。

### 技術開発
中波は夜間、外国の電波の混信を受けやすく、5kWクラス以上の新規周波数割り当ては極めて難しい状況でも札幌テレビ放送は以前から郵政省に増力を要望していた（年表も参考）。郵政省は1993年（平成5年）に約1kmしか離れていないNHK亀田ラジオ放送所第1放送（675kHz、5kW）はそのままで36kHz差の639kHz、5kWを割り当てる5kWクラスでは前例のない案を検討した。NHKの協力のもと、対策を施した結果良好だったために1995年（平成7年）3月から運用を開始した。